# Gobernador de La Guaira
El gobernador del estado La Guaira es el jefe del ejecutivo del estado. Según el artículo 160 de la Constitución de Venezuela de 1999, el gobernador debe ser «venezolano o venezolana, mayor de veinticinco años y de estado seglar». Es elegido por cuatro años por mayoría simple, y puede ser reelegido. Antes de la promulgación de dicha constitución, la edad mínima era de treinta años.
El gobernador del estado La Guaira es auxiliado por un grupo de secretarios estadales. El gobernador es elegido por el pueblo mediante voto directo y secreto para un periodo de cuatro años y con la posibilidad de reelección inmediata para periodos iguales, siendo el encargado de la administración estatal.
El primer gobernador fue el coronel (Ej) Adolfo Pastrán Matute, el cual fue designado por el presidente Rafael Caldera para crear la estructura del estado Vargas para cuando asumiera el primer gobernador electo.
Adolfo Pastran Matute fue Diputado suplente al Congreso Nacional por el Estado Tachira, Prefecto de Caracas y Prefecto de Vargas, Lic en Administración Comercial y Doctorado en Administración y Economía.

## Historia
El gobierno de La Guaira estuvo ligado casi siempre al del antiguo Distrito Federal, por lo que por muchos años su gobernador era el mismo (debido a que Vargas pertenecía al extinto Distrito Federal), nombrado para dirigir el Distrito Federal (la parte occidental de la ciudad de Caracas).
En 1997, el hasta entonces Departamento Vargas era gobernado desde Caracas, pero ese año fue elevado por ley a la categoría de territorio federal. En 1998 fue elevado por ley especial al rango de estado federal, lo que le dio autonomía y poderes regionales propios. 
Desde la elevación a la categoría de estado federal, La Guaira ha escogido sus gobernadores en elecciones directas. Antes de 1998, su gobernador era el mismo del desaparecido Distrito Federal.
El estado tiene la particularidad de ser gobernado por militantes o partidos seguidores del oficialismo desde su fundación, que se han impuesto sucesivamente desde 1998.
El actual gobierno de La Guaira está encargado por José Alejandro Terán, quien asumió la gobernación, perteneciente al PSUV.

## Lista de gobernadores
| N.º  | N.º                          | Gobernador                 | Período   | Partido | Elección                                                            | % de votos                                              | Notas |
| ---- | ---------------------------- | -------------------------- | --------- | ------- | ------------------------------------------------------------------- | ------------------------------------------------------- | --- |
|      | —                            | Adolfo Pastrán Matute      | 1998      | CVG     | —                                                                   | —                                                       | Gobernador designado por el presidente Rafael Caldera tras la creación del Estado Vargas, hasta elecciones. Único gobernador ajeno al chavismo. |
|      | 1.                           | Alfredo Laya               | 1998-2000 | PPT     | 1998                                                                | 39,27                                                   | Primer gobernador electo de la entidad. |
|      | 2.                           | Antonio Rodríguez San Juan | 2000-2008 | MVR     | 2000                                                                | 59,76                                                   | Primer gobernador de la entidad bajo la Constitución de 1999.                                                                                   |
|      | 2.                           | Antonio Rodríguez San Juan | 2000-2008 | MVR     | 2004                                                                | 55,22                                                   | Primer gobernador de la entidad bajo la Constitución de 1999.                                                                                   |
|      | 3.                           | Jorge García Carneiro      | 2008-2021 | PSUV    | 2008                                                                | 61,57                                                   | Falleció el 22 de mayo de 2021. |
| 2012 | 3.                           | Jorge García Carneiro      | 2008-2021 | PSUV    | 73,44                                                               |                                                         | Falleció el 22 de mayo de 2021. |
| 2017 | 3.                           | Jorge García Carneiro      | 2008-2021 | PSUV    | 52,98                                                               |                                                         | Falleció el 22 de mayo de 2021. |
| 4.   | José Manuel Suárez Maldonado | 2021                       | —         | —       | Asume por sucesión constitucional al ser el secretario de Gobierno. |                                                         | |
| 5.   | José Alejandro Terán         | 2021-2025                  | 2021      | PSUV    | 50,12                                                               | Actual Gobernador y el más joven del estado con 41 años | |
| 6.   | José Alejandro Terán         | 2025-2029                  | 2025      | PSUV    | 90,65                                                               | Actual Gobernador y el más joven del estado con 41 años | |

## Miscelánea
- El Gobernador del Estado con menos duración fue Adolfo Pastrán Matute entre la creación hasta la jura del nuevo gobernador.
- El Gobernador del Estado con mayor duración fue Jorge García Carneiro con 13 años de mandato.
- El Único Gobernador al morir en el cargo fue Jorge Luis García Carneiro.
- José Alejandro Terán es el primer gobernador más joven del estado con 41 años que asumió la Casa Guipuzcoana.
- José Manuel Suárez es el único secretario estadal que asume como dice la línea de sucesión tras la muerte de García Carneiro.
- José Manuel Olivares fue 3 veces candidato a la Gobernación del estado y fue derrotado en 3 ocasiones por los Gobernadores (2 de García Carneiro y 1 de Terán).

.